# MTFMT
MTFMT (англ. Mitochondrial methionyl-tRNA formyltransferase) – білок, який кодується однойменним геном, розташованим у людей на короткому плечі 15-ї хромосоми. Довжина поліпептидного ланцюга білка становить 389 амінокислот, а молекулярна маса — 43 832.
| 10         |  | 20         |  | 30         |  | 40         |  | 50         |
| ---------- |  | ---------- |  | ---------- |  | ---------- |  | ---------- |
| MRVLVRRCWG |  | PPLAHGARRG |  | RPSPQWRALA |  | RLGWEDCRDS |  | RVREKPPWRV |
| LFFGTDQFAR |  | EALRALHAAR |  | ENKEEELIDK |  | LEVVTMPSPS |  | PKGLPVKQYA |
| VQSQLPVYEW |  | PDVGSGEYDV |  | GVVASFGRLL |  | NEALILKFPY |  | GILNVHPSCL |
| PRWRGPAPVI |  | HTVLHGDTVT |  | GVTIMQIRPK |  | RFDVGPILKQ |  | ETVPVPPKST |
| AKELEAVLSR |  | LGANMLISVL |  | KNLPESLSNG |  | RQQPMEGATY |  | APKISAGTSC |
| IKWEEQTSEQ |  | IFRLYRAIGN |  | IIPLQTLWMA |  | NTIKLLDLVE |  | VNSSVLADPK |
| LTGQALIPGS |  | VIYHKQSQIL |  | LVYCKDGWIG |  | VRSVMLKKSL |  | TATDFYNGYL |
| HPWYQKNSQA |  | QPSQCRFQTL |  | RLPTKKKQKK |  | TVAMQQCIE  |  |            |

A: Аланін

C: Цистеїн

D: Аспарагінова кислота

E: Глутамінова кислота

F: Фенілаланін

G: Гліцин

H: Гістидин

I: Ізолейцин

K: Лізин

L: Лейцин

M: Метіонін

N: Аспарагін

P: Пролін

Q: Глутамін

R: Аргінін

S: Серин

T: Треонін

V: Валін

W: Триптофан

Кодований геном білок за функцією належить до трансфераз. 
Задіяний у таких біологічних процесах, як біосинтез білків, альтернативний сплайсинг. 
Локалізований у мітохондрії.